# Habenaria armata
Habenaria armata är en orkidéart som beskrevs av Heinrich Gustav Reichenbach. Habenaria armata ingår i släktet Habenaria och familjen orkidéer. Inga underarter finns listade i Catalogue of Life.